# Fundy–Les-Îles–Saint-Jean Lorneville
Circonscription électorale provinciale du Canada
Fundy–Les-Îles–Saint-Jean Lorneville ((en) Fundy-The Isles-Saint John Lorneville) (auparavant Fundy–Les-Îles–Saint-Jean-Ouest  et Charlotte-Les Îles) est une circonscription électorale provinciale du Nouveau-Brunswick représentée à l'Assemblée législative depuis 2006.

## Géographie
La circonscription comprend :
- une partie de la ville de Saint-Jean ;
- la ville de Saint-George ;
- les villages Blacks Harbour, Grand Manan, Beaver Harbour et Bonny River-Second Falls ;
- les communautés de Back Bay, L'Etete, L'Etang, Mascarene, Caithness, Canal, Upper Letang, Pennfield, Seeleys Cove, Utopia, Lepreau, Pocologan, Maces Bay, Dipper Harbour, Musquash et Prince of Wales
- l'île de White Head.

## Liste des députés
| Législature                                                          | Années        | Député | Député                | Parti                     |
| -------------------------------------------------------------------- | ------------- | ------ | --------------------- | ------------------------- |
| Charlotte-Les Îles Circonscription issue de Charlotte et Fundy Isles |               |        |                       |                           |
| 56e                                                                  | 2006-2010     |        | Rick Doucet           | Libéral                   |
| 57e                                                                  | 2010-2014     |        | Rick Doucet           | Libéral                   |
| Fundy-Les Îles-Saint-Jean-Ouest                                      |               |        |                       |                           |
| 58e                                                                  | 2014-2018     |        | Rick Doucet           | Libéral                   |
| 59e                                                                  | 2018-2020     |        | Andrea Anderson-Mason | Progressiste-conservateur |
| 60e                                                                  | 2020-2024     |        | Andrea Anderson-Mason | Progressiste-conservateur |
| Fundy–Les-Îles–Saint-Jean Lorneville                                 |               |        |                       |                           |
| 61e                                                                  | 2024-en cours |        | Ian Lee               | Progressiste-conservateur |